# 7414 Бош
7414 Бош (7414 Bosch) — астероїд головного поясу, відкритий 13 жовтня 1990 року.
Тіссеранів параметр щодо Юпітера — 3,164.